# Беладанган
Беладанган (Баладанган; англ. Bealadangan; ирл. Béal an Daingin, Бел-ан-Дангин, букв. «Гавань укромной лощины») — деревня в Ирландии, находится в графстве Голуэй (провинция Коннахт). Находится в самом сердце Коннемары, в волости Мойкаллен. Расположен на берегу пролива Данган, отделяющего от материка остров Аннахван, который соединён с Беладанганом мостом. Далее дорога с мостами соединяет острова Леттермор и Горамна.
Является частью Гэлтахта. Основным языком населения является ирландский, впрочем все кроме стариков может говорить по-английски.
В деревне расположен паб. Примерно в двух милях к юго-востоку, вниз по дороге, посередине между Беладанганом и Турингарвом, находятся почтовое отделение и начальная школа.